# Николаевка (Атбасарский район)
Никола́евка (каз. Николаевка)— упразднённое село в Атбасарском районе Акмолинской области Казахстана. Входило в состав сельского округа Акана Курманова. 

## География
Село располагалось на берегу реки Ишим, в западной части района, на расстоянии примерно 45 километров (по прямой) к юго-западу от административного центра района — города Атбасар, в 28 километрах к запад от административного центра сельского округа — села Акана Курманова. 
Абсолютная высота — 266 метров над уровнем моря. 
Ближайшие населённые пункты: село Алгабас — на севере, село Косбармак — на востоке, село Уки — на западе. 

## История
Постановлением акимата Акмолинской области от 17 июня 2009 года № а-7/264 и решением Акмолинского областного маслихата от 17 июня 2009 года № 4С-15-9 «Об упразднении и преобразовании некоторых населенных пунктов и сельских округов Акмолинской области по Атбасарскому, Астраханскому и Енбекшильдерскому районам» (зарегистрированное Департаментом юстиции Акмолинской области 24 июля 2009 года № 3327):
- село Николаевка было отнесено в категорию иных поселений и исключено из учётных данных.

## Население
В 1989 году население села составляло 483 человек (из них немцев 48%, русских 28%).
В 1999 году население села составляло 263 человека (142 мужчины и 121 женщина). По данным 2009 года, в селе не было постоянного населения.
| Численность населения | Численность населения | Численность населения |
| 1989                  | 1999                  | 2009                  |
| --------------------- | --------------------- | --------------------- |
| 483                   | ↘263                  | -                     |